# Havasi mormota
A havasi mormota (Marmota marmota) a mókusfélék közé tartozó mormoták (Marmota) Európa hegyvidékein élő faja.

## Előfordulása
A fahatár fölött az Alpokban, a Kárpátokban és a Pireneusokban (betelepített fajként) él a havasi legelőkön (1300–3000 m között).
A történelmi Magyarország több hegyvidékén is elterjedt, ám a Szörényi-havasok és a Magas-Tátra kivételével mindenünnen kipusztították. Tátrai alfaját, a Marmota marmota latirostris-t ugyancsak erősen megritkították; a déli oldalról gyakorlatilag kipusztult, ide az északi oldalon befogott példányokból telepítették vissza. Napjainkra tátrai állománya mintegy 1200 példányra szaporodott.

## Alfajai
- Marmota marmota marmota Linnaeus, 1758
- Marmota marmota latirostris Kratochvil, 1961

## Megjelenése
A mormota eléggé zömök állat. Mintegy 70 cm-re nő meg, a farka kb. 15 cm-es, tömege elérheti a 9 kilogrammot. Metszőfogának elülső oldala barna, barnássárga vagy barnásvörös, a fiataloké fehér. Fejtetője lapos, kicsiny fülei kerekdedek. Bundája alapszíne világos rozsdasárga. Árnyalatai a hátrészen a világosbarnától a sötétbarnáig változnak, a hasa sötét, vörösesbarna.  Bozontos farkának vége feketés. A bőre viszonylag vastag és erős. Pehelyszőrzete dús, tömött, koronaszőrei ritkábbak.

## Életmódja
Azokon a napos, rövid füvű hegyi legelőkön él, amelyek talaja elég mély ahhoz, hogy kiáshassa üregét. Zöldtakarmányon él. Mivel csak felületesen rágja meg az ennivalót, azt kevéssé emészti meg, ezért csak az egészen friss és könnyen emészthető részeket eszi. Ezek elsősorban a lágy szárú növények fiatal, nedvdús hajtásai, a fiatal levelek, a virágok és az éretlen gyümölcsök, termések. Nyáron fokozatosan csökken a növények tápértéke, és késő ősszel a mormota téli álomra vonul, amihez megfelelő kotorékot épít magának, hogy ki ne hűljön.
A mormota kb. 1 méter mély üregét lehetőleg a déli hegyoldalakon kotorja ki, ahol néhány fokkal melegebb van. A főkamrát ősszel puhán kibéleli fűszálakkal, de táplálékkészletet nem halmoz fel benne. Távolabb vakon végződő járatokat, „illemhelyeket” épít. Télen 6-7 hónapon át téli álmot alszik. A család mindig együtt tölti a telet; egy-egy nagyobb vacokban tíznél több mormota is összegyűlik. Mielőtt téli álmukba merülnének, belülről elzárják a bejáratot, és csak tavasszal bontják ki újra.
A téli álom 6-7 hónapos, körülbelül áprilisig tart. Eközben a mormota nem vesz magához táplálékot, bár 3-4 hetente felébred, hogy vizeljen és ürítsen. Az ébredések közötti időben összegömbölyödik, fejét elölről a hátsó lábai közé dugja, és nagyon mélyen alszik, „mint a mormota”. Eközben szervezete teljes takarékon működik: a normális 36-37 °C-ról 6–8 °C-ra hűl le, szívdobbanásainak száma 114-ről 4-re csökken. Ezalatt a nyári hónapokban felhalmozott zsírtartalékát fogyasztja, és ha az elegendő, akkor megéri a tavaszt. Tíz közül kilenc mormota a téli álom ideje alatt pusztul el.
Tavasszal a nagy téli közösségek feloszlanak. A lényegesen sekélyebb nyári lyukakat jellemzően az északi oldalakon ássák, ahol kevésbé zavarja őket az erős napsütés. Ezekbe már különálló párok vagy kisebb csoportok költöznek. Ébredés után sokat esznek, szorgosan növesztik zsírpárnáikat. Az egy lakóhelyen élő mormoták szoros kapcsolatot tartanak, rendszeresen üdvözlik egymást, orrukat összedörgölik, fejüket összedugják, mintha beszélgetnének. Ha valami gyanúsat észlelnek, azt fajtájától függő típusú, messze hangzó füttyel jelzik. Az átható fütty riasztja a zergét is, és a mormota is figyel a zerge vészjelzésére.
A mormota evés, ivás közben gyakran felágaskodik – nemcsak azért, hogy jobban lássa, fenyeget-e ragadozó, hanem azért is, mert mellső lábát valódi kéz módjára használja: azzal fogja meg a táplálékot és azzal tisztálkodik.
A végbél közelében található ivarmirigye április–májusban kezd működni. Amikor kidudorodik és illatanyagot bocsát ki, az az állat szexuális készségét jelzi. A párzást kölcsönös ölelések előzik meg. A hímek látszatharcokat vívnak: mellső lábukkal dobogva, kifent fogakkal rohannak egymásnak. Párzás után a hím elhagyja a nőstényt, és egy időre külön lyukba költözik. Kb. öt hetes vemhesség után a nőstény legfeljebb hét, egyenként mintegy 30 g-os, zárt szemű, csupasz kölyköt hoz a világra. Ezek három hét után kezdik el nyitogatni a szemüket, és ekkor bújik ki a metszőfoguk is. Jó négy hetes korukban hagyják el először a lyukat, és sokat játszanak a napon.
A mormota életében az első tél a kritikus: ha azt túléli, akár 15 évig is élhet. Csak kétéves korában válik ivaréretté, ezért a kölykök az első télen még anyjuk vackában alszanak.

## Természetes ellenségei

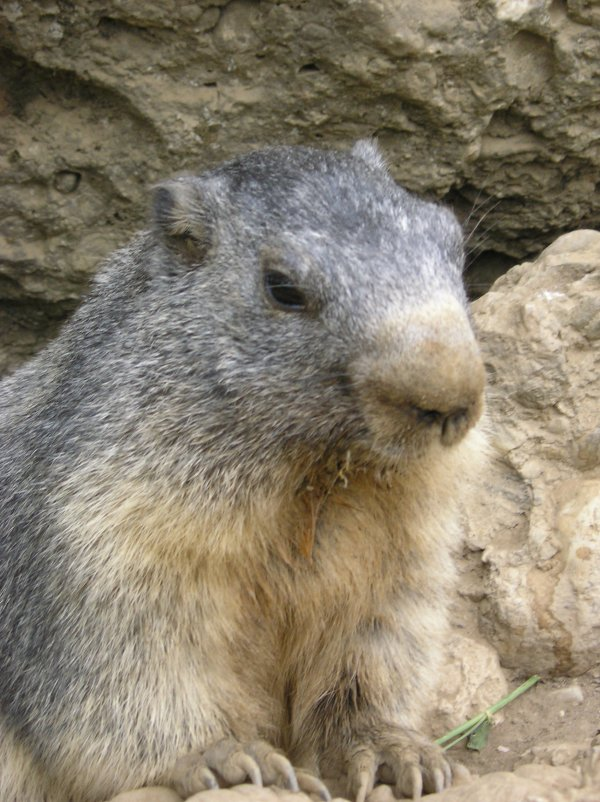

Zsákmányállatának tekinti a szirti sas, az uhu és a holló, de a hiúz és a medve is elejt egy-egy fiatal vagy beteg példányt – legnagyobb ellensége azonban a zord időjárás, ami az emberi tevékenység hatásai nélkül is megritkítja sorait.

## Felhasználása
A régi magyar konyhában a mormotát vadnak tekintették, és számos ízletes fogást készítettek belőle, különösen Erdélyben. Állományainak szélsőséges megritkításával a mormotahús kiment a divatból.
Zsírját a néphit sokfelé gyógyító hatásúnak véli: úgy tartják, főleg az ízületi és reumatikus bántalmakra jó. Ennek köszönhető, hogy akkor is vadászták, amikor a húsa már kiment a divatból, és sok helyről teljesen ki is pusztították.
Bundája az ún. félnemes szőrmék közé tartozik, de tartósabb a nemes prémeknél.
Prémjét a szűcsök már évszázadok óta feldolgozzák. Hőtartó, kopásálló, ezért mindenféle szőrmeipari termék készítésére alkalmas. Bundát, bélést, prémezést is készítenek belőle.

## Természetvédelmi helyzete
A havasi mormota nem számít veszélyeztetett fajnak, az Alpokban és a Kárpátokban sok helyütt elég nagy állományai vannak.
Fogságban viszonylag ritkán tartott faj, Magyarországon kizárólag a Szegedi Vadasparkban él egy kis csapata, melyek 2015-ben kerültek oda és azóta több alkalommal szaporodtak is.